# Pimpla karakurti
Pimpla karakurti är en stekelart som beskrevs av Rossikov 1904. Pimpla karakurti ingår i släktet Pimpla och familjen brokparasitsteklar. Inga underarter finns listade i Catalogue of Life.